# Campeonato Mundial de Atletismo de 2011 - Revezamento 4x100 m masculino
A prova dos 4 x 100 metros estafetas masculino do Campeonato Mundial de Atletismo de 2011 foi disputada no dia  4 de setembro  no Daegu Stadium, em Daegu

## Recordes
Antes desta competição, os recordes mundiais e do campeonato nesta prova eram os seguintes:
| Tipo                  | Atleta                                                     | Tempo | Local  | Data                 |
| --------------------- | ---------------------------------------------------------- | ----- | ------ | -------------------- |
|                       | (Nesta Carter,Michael Frater,Asafa Powell, Usain Bolt)     | 37:10 | Pequim | 22 de agosto de 2008 |
| Recorde do campeonato | (Nesta Carter,Michael Frater,Steve Mullings, Asafa Powell) | 37:31 | Berlim | 22 de agosto de 2009 |

## Medalhistas
| Ouro                                                               | Prata                                                                        | Bronze                                                                                |
| Jamaica · Nesta Carter · Michael Frater · Yohan Blake · Usain Bolt | França · Teddy Tinmar · Christophe Lemaitre · Yannick Lesourd · Jimmy Vicaut | São Cristóvão e Neves · Jason Rogers · Kim Collins · Antoine Adams · Brijesh Lawrence |

## Cronograma
| Data          | Hora  | Evento   |
| ------------- | ----- | -------- |
| 4 de setembro | 19:00 | Baterias |
| 4 de setembro | 21:00 | Final    |

Todos os horários são horas locais (UTC +9)

## Resultados

### Bateria
Qualificação: Os 2 de cada bateria (Q) e os 2 mais rápidos (q) avançam para a final.
| Colocação | Nacionalidade  | Atletas                                                            | Tempo          |
| --------- | -------------- | ------------------------------------------------------------------ | -------------- |
| 1         | Estados Unidos | Trell Kimmons Justin Gatlin Maurice Mitchell Travis Padgett        | 37 s 79 (WL) Q |
| 2         | França         | Teddy Tinmar Christophe Lemaitre Yannick Lesourd Jimmy Vicaut      | 38 s 38 (SB) Q |
| 3         | Portugal       | Ricardo Monteiro João Ferreira Arnaldo Abrantes Yazalde Nascimento | 39 s 09 (SB)   |
| 4         | Gana           | Emmanuel Kubi Tim Abeyie Ashhad Agyapong Aziz Zakari               | 39 s 17        |
| 5         | Taipé Chinesa  | Wang Wen-Tang Liu Yuan-Kai Tsai Meng-Lin Yi Wei-Chen               | 39 s 30        |
|           | Brasil         | Diego Cavalcanti Sandro Viana Nilson Andrè Bruno de Barros         | DQ             |
|           | Suíça          | Pascal Mancini Reto Schenkel Alex Wilson Marc Schneeberger         | DNF            |

| Colocação | Nacionalidade         | Atletas                                                         | Tempo          |
| --------- | --------------------- | --------------------------------------------------------------- | -------------- |
| 1         | Trinidad e Tobago     | Keston Bledman Marc Burns Aaron Armstrong Richard Thompson      | 37 s 91 (SB) Q |
| 2         | Jamaica               | Nesta Carter Michael Frater Yohan Blake Dexter Lee              | 38 s 07 (SB) Q |
| 3         | São Cristóvão e Neves | Jason Rogers Kim Collins Antoine Adams Brijesh Lawrence         | 38 s 47 (NR) q |
| 4         | Japão                 | Yuichi Kobayashi Masashi Eriguchi Shinji Takahira Hitoshi Saito | 38 s 66 (SB)   |
| 5         | África do Sul         | Hannes Dreyer Ofentse Mogawane Roscoe Engel Thuso Mpuang        | 38 s 72 (SB)   |
| 6         | China                 | Chen Qiang Liang Jiahong Su Bingtian Lao Yi                     | 38 s 87 (SB)   |
| 7         | Porto Rico            | Marcos Amalbert Carlos Rodríguez Marquis Holston Miguel López   | 39 s 04 (NR)   |
|           | Alemanha              | Tobias Unger Marius Broening Sebastian Ernst Alex Schaf         | DNF            |

| Colocação | Nacionalidade | Atletas                                                                       | Tempo                    |
| --------- | ------------- | ----------------------------------------------------------------------------- | ------------------------ |
| 1         | Grã-Bretanha  | Christian Malcolm Craig Pickering Marlon Devonish Harry Aikines-Aryeetey      | 38 s 29 (SB) Q           |
| 2         | Polónia       | Pawel Stempel Dariusz Kuć Robert Kubaczyk Kamil Krynski                       | 38 s 37 (SB) Q           |
| 3         | Itália        | Michael Tumi Simone Collio Emanuele Di Gregorio Fabio Cerutti                 | 38 s 41 (SB) q           |
| 4         | Austrália     | Anthony Alozie Matt Davies Aaron Rouge-Serret Isaac Ntiamoah                  | 38 s 69 (SB)             |
| 5         | Coreia do Sul | Yeo Ho-suah Cho Kyu-won Kim Kuk-young Lim Hee-nam                             | 38 s 94 (NR), DQ en 2012 |
| 6         | Canadá        | Sam Effah Gavin Smellie Jared Connaughton Justyn Warner                       | 39 s 28                  |
| 7         | Tailândia     | Weerawat Pharueang Suppachai Chimdee Sompote Suwannarangsri Jirapong Meenapra | 39 s 54 (SB)             |
|           | Países Baixos | Giovanni Codrington Brian Mariano Jerrel Feller Patrick van Luijk             | DQ                       |

### Final
A final teve inicio ás 21:00 
| Colocação         | Nacionalidade         | Atletas                                                                  | Tempo        |
| ----------------- | --------------------- | ------------------------------------------------------------------------ | ------------ |
| Medalha de ouro   | Jamaica               | Nesta Carter Michael Frater Yohan Blake Usain Bolt                       | 37 s 04 (WR) |
| Medalha de prata  | França                | Teddy Tinmar Christophe Lemaitre Yannick Lesourd Jimmy Vicaut            | 38 s 20      |
| Medalha de bronze | São Cristóvão e Neves | Jason Rogers Kim Collins Antoine Adams Brijesh Lawrence                  | 38 s 49      |
| 4                 | Polónia               | Paweł Stempel Dariusz Kuć Robert Kubaczyk Kamil Kryński                  | 38 s 50      |
| 5                 | Itália                | Michael Tumi Simone Collio Emanuele Di Gregorio Fabio Cerutti            | 38 s 96      |
| 6                 | Trinidad e Tobago     | Keston Bledman Marc Burns Aaron Armstrong Richard Thompson               | 39 s 01      |
|                   | Grã-Bretanha          | Christian Malcolm Craig Pickering Marlon Devonish Harry Aikines-Aryeetey | DNF          |
|                   | Estados Unidos        | Trell Kimmons Justin Gatlin Darvis Patton Walter Dix                     | DNF          |

Legenda
| Recorde mundial       | Recorde mundial (World record)               |                       | Recorde africano                      | Recorde africano (African) |                                           | Q | Classificado por posição (Qualified) |
| Recorde do campeonato | Recorde do campeonato (Championship record)  | Recorde da América    | Recorde da América (Americas)         | q                          | Classificado por melhor tempo (Qualified) |   |                                      |
| Melhor marca do ano   | Melhor marca do ano (World leading)          | Recorde asiático      | Recorde asiático (Asian)              | DNS                        | Não largou (Did not start)                |   |                                      |
| Recorde nacional      | Recorde nacional (National record)           | Recorde europeu       | Recorde europeu (European)            | DNF                        | Não terminou (Did not finish)             |   |                                      |
| Recorde pessoal       | Recorde pessoal do atleta (Personal best)    | Recorde da Oceania    | Recorde da Oceania (Oceania)          | DSQ / DQ                   | Desclassificado (Disqualified)            |   |                                      |
| Recorde da temporada  | Recorde da temporada do atleta (Season best) | Recorde sul-americano | Recorde sul-americano (South America) | NM                         | Sem marca (No mark)                       |   |                                      |